# Pocahontas (Missouri)
Pour les articles homonymes, voir Pocahontas (homonymie).
Pocahontas est un village américain situé dans le comté de Cap Girardeau dans l’État du Missouri. En 2010, sa population est de 114 habitants. Selon le Bureau du recensement des États-Unis, ce village a une superficie totale de 0,26 km2.